# Calixto Contreras
General Calixto de Jesús Contreras Machado fue un militar mexicano que participó en la Revolución mexicana.

## Maderismo
Nació en San Pedro de Ocuila, Cuencamé, Durango, el 14 de octubre de 1867, hijo de Valentín Contreras y de Refugio Espinoza. Realizó su educación primaria en San Pedro Ocuila e interrumpió sus estudios para trabajar de minero debido a la condición socioeconómica de sus padres. En 1905 protestó contra los despojos de las tierras en pueblos de Ocuila y Santiago, por lo que fue reclutado por la leva como soldado raso del Ejército Nacional. Tomó parte muy activa en el levantamiento maderista del 20 de noviembre de 1910, operando en su estado natal. Durante la presidencia de Francisco I. Madero formó parte del nuevo tipo de Cuerpo Rural, y luchó contra el orozquismo. Se relevó en Cuencamé a causa de la Decena Trágica y de la presidencia de Victoriano Huerta. En abril de 1913 atacó Durango junto a Orestes Pereyra, y fueron rechazados por las tropas del jefe irregular Jesús “Cheche” Campos. Fue hasta junio fue lograron tomar dicha plaza, pero bajo la jefatura del General Tomás Urbina y con la colaboración de Domingo Arrieta y hermanos. Esta toma se caracterizó porque las tropas rebeldes realizaron grandes desmanes contra los vencidos y la población civil. Fue allí donde emitió la moneda “Tres estrellas”, con valor de veinte pesos en oro, plata y cobre.

## Villismo
Bajo la jefatura regional de Tomás Urbina y por la creciente influencia de Francisco Villa, Contreras pasó a la División del Norte y participó en las batallas de Torreón, Gómez Palacio y Lerdo. Sobresalió en las tomas de Torreón y Zacatecas; para junio de 1914 era uno de los principales generales de la División del Norte. Formó parte de la comisión que fue a Morelos a invitar a los zapatistas a la Convención de Aguascalientes, en la cual participó. Durante la guerra entre ambos bandos estuvo al frente de las tropas villistas que ocuparon Guadalajara: Rodolfo Fierro y él fueron derrotados por los Generales Manuel M. Diéguez y Francisco Murguía, quienes los despojaron de dicha plaza en enero de 1915 cuando derrotaron a la última base del General Julián Medina. Participó en las célebres batallas de Celaya y Trinidad, entre abril y junio del mismo año. Murió en la Batalla de La Labor de Guadalupe, del municipio de Cuencamé, Durango, el 22 de julio de 1916.